# Брикци из Лицка
Брикци из Липска (Brikcí z Licka; ок. 1488 — ок. 1543) — чешский юрист, политический деятель, судебный писарь и магистр Пражского университета.
Учился в Пражском университете; в 1508 году получил степень бакалавра, а в 1513 году — магистра свободных искусств. В 1518 году вошёл в состав магистрата города Праги (Нове- и Старе-Место), где вёл активную работу и выступал как сторонник Яна из Либослави. В 1521 году был послан с войском на помощь королю венгерскому Людовику против турок, но вслед за тем, когда началось в Праге восстание Пашки, был как сторонник Лютера сначала посажен в тюрьму, а затем изгнан в Кутну-Гору. Там он вошёл в близкие сношения с королём Фердинандом I, который после своего воцарения в 1529 году возвёл его в дворянское достоинство, благодаря чему Брикци прибавил к своему имени предикат «из Лицка» и смог вернуться в Прагу после урегулирования вопросов с до того враждебно настроенными к нему пражскими мещанами.
В 1530-е годы Брикци занимал должность писаря при суде, в 1536 году опубликовал работу о правах городов, которая широко использовалась как источник права в местных судебных системах Брно и Йиглавы, однако из-за сопротивления со стороны крупных городов (поскольку в работе формулировался приоритет королевской власти над городами) добиться соблюдения её положений в кодификации чешского городского права не удалось, поэтому на деле она оставалась просто «правовой книгой», использовавшейся в некоторых городах как вспомогательный источник без его применения в качестве источника права.
Основные работы: «Титуляр духовного и светского статута чешских земель» (1534, титуляр для Чешской судебной коллегии); «Права городов» (1536), «Мудрое наущение об управлении мирскими судами» (1540), «Регула…» (1541).